# Nototriton picucha
Nototriton picucha é uma espécie de anfíbio caudados da família Plethodontidae. Está presente nas Honduras. A UICN classificou-a como quase ameaçada.